# توم كوبا
توم كوبا (بالإنجليزية: Tom Copa)‏ مواليد 30 أكتوبر 1964 في روبينسدل، هو لاعب كرة سلة أمريكي معتزل. بدأ مسيرته الاحترافية في سنة 1987. حمل الرقم 30. يبلغ طوله 6 قدم 10 بوصة (2.1 م). حقق المركز الأول في بطولة أمم الأمريكتين لكرة السلة 1993. اعتزل اللعب في 1993?.

## المسيرة الاحترافية
لعب مع سان أنطونيو سبرز في موسم 1991–1992، ثم لعب مع ساسكي باسكونيا في الدوري الإسباني في سنة 1993، ثم لعب مع دون بوسكو ليفورنو في الدوري الإيطالي في سنة 1993.

## الميداليات
| الميدالية | المسابقة                             |
| --------- | ------------------------------------ |
| ذهبية     | بطولة أمم الأمريكتين لكرة السلة 1993 |

## روابط خارجية
- توم كوبا على موقع إن بي أي (الإنجليزية)
- توم كوبا على موقع سبورتس رفرنس (الإنجليزية)
- توم كوبا على موقع الدوري الإسباني لكرة السلة (الإسبانية)
- توم كوبا على موقع كلية كرة السلة في سبورتس رفرنس.كوم (الإنجليزية)
- توم كوبا على موقع ريلجم (الإنجليزية)